# وندی موتن
وندی موتن (به انگلیسی: Wendy Moten) (زاده ۲۲ نوامبر ۱۹۶۴) خواننده و ترانه‌سرا آمریکایی است.